# Mervyn Wood
Mervyn Thomas Wood (ur. 30 kwietnia 1917 w Kensington, zm. 19 sierpnia 2006 w Sydney) – australijski wioślarz, trzykrotny medalista olimpijski.

## Kariera
Wystąpił na igrzyskach olimpijskich w Berlinie w 1936 roku, gdzie dotarł do półfinałów ósemek. Następnie wziął udział w igrzyskach olimpijskich w Londynie w 1948 roku, gdzie wywalczył złoty medal w jedynkach. W rywalizacji finałowej wyprzedził Eduardo Risso z Urugwaju i Romolo Catastę z Włoch. Na rozgrywanych cztery lata później igrzyskach olimpijskich w Helsinkach w tej samej konkurencji zajął drugie miejsce. W finale o 1,7 sekundy przegrał z Jurijem Tiukałowem z ZSRR i o 4,9 sekundy wyprzedził Polaka Teodora Kocerkę. Brał też udział w igrzyskach olimpijskich w Melbourne w 1956, startując tym razem w dwójkach podwójnych. Wspólnie z Murrayem Rileyem zdobył brązowy medal, plasując się za osadami ZSRR i USA.
Podczas igrzysk Imperium Brytyjskiego w Auckland w 1950 zdobył złote medale w jedynkach i dwójkach podwójnych. Kolejne dwa złote medale wywalczył na igrzyskach Imperium Brytyjskiego i Wspólnoty Brytyjskiej w Vancouver w 1954, zwyciężając w dwójkach podwójnych i czwórkach ze sternikiem. Ponadto był drugi w dwójkach podwójnych na igrzyskach Imperium Brytyjskiego i Wspólnoty Brytyjskiej w Vancouver w 1958.
Dwanaście razy zdobywał tytuł mistrza Australii, dwukrotnie wygrywał Henley Royal Regatta (1948 i 1952), wygrał również zawody o Puchar Filadelfii.
Na igrzyskach w 1952 i 1956 był chorążym reprezentacji Australii.

## Poza sportem
W trakcie II wojny światowej wstąpił do Royal Australian Air Force, służąc jako nawigator.
Z zawodu policjant, w latach 1977–1979 pełnił funkcję komisarza stanowego Nowej Południowej Walii.
Odznaczony King's Police Medal, Królewskim Orderem Wiktoriańskim i tytułem Kawalera Orderu Imperium Brytyjskiego.